# Ikun-Šamagan
Sauf précision contraire, les dates de cet article sont sous-entendues « avant l'ère commune » (AEC), c'est-à-dire « avant Jésus-Christ ».
Ikun-Šamagan, également Ikun Shamagan, est un roi ou lugal de l'antique ville de Mari, aujourd'hui en Syrie, ayant régné au cours de la dernière phase des dynasties archaïques (2500-2340), bien qu'il soit ailleurs inconnu de la liste royale sumérienne. Son nom est par ailleurs attesté sur plusieurs tablettes cunéiformes sous la forme i-ku-{d}sza-ma-gan.